# Economía del Imperio incaico

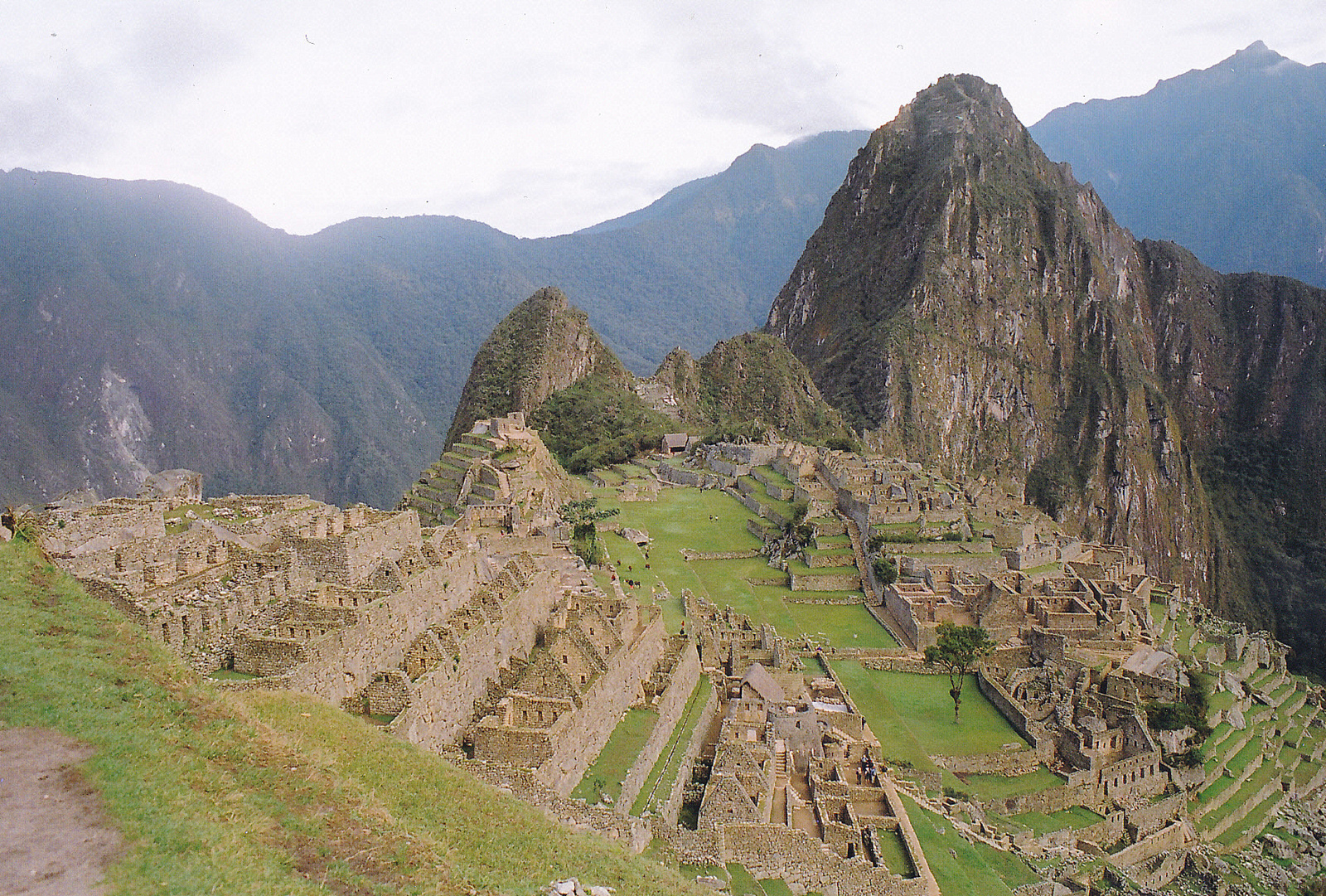
Machu Picchu en Perú

La economía del Imperio incaico, cuya existencia abarcó gran parte del siglo XV y principios del XVI, estableció una estructura económica que permitió una producción agrícola sustancial, así como el intercambio de productos entre comunidades. Se basa en la institución de reciprocidad, considerada el sistema socioeconómico y político de los Andes precolombinos.
Se considera que la sociedad inca ha tenido algunas de las economías centralmente organizadas más exitosas de la historia. Su eficacia se logró mediante el control exitoso del trabajo y la regulación de los recursos tributarios. En la sociedad incaica, el trabajo colectivo era la piedra angular para la productividad económica y el logro de la prosperidad común. Las personas en el aillu (el centro de la productividad económica) trabajaron juntas para producir esa prosperidad. Esta prosperidad hizo que los españoles se asombraran por lo que vieron cuando se encontraron por primera vez con los incas en 1528. Según cada aillu, el trabajo estaba dividido por regiones, con la agricultura centralizada en las áreas más productivas; la producción de cerámica, la construcción de caminos, la producción textil y otras habilidades también formaban parte de los aillus. Una vez satisfechas las necesidades locales, el gobierno reunía todo el excedente que se obtenía de los aillus y lo asignaba donde se necesitaba. La gente del Imperio incaica recibía ropa, comida, atención médica y educación gratuita a cambio de su trabajo.
La economía se basa en tradiciones locales de "solidaridad" y "mutualismo", que son anteriores al imperio incaico y fueron creadas para contrarrestar el duro entorno, transportadas a una escala imperial.Los Sapa Inca gobernaban mediante relaciones personales con los gobernantes de los estados locales,adoptando el concepto etnológico de "reciprocidad" o "intercambio".

## Reciprocidad
La costumbre de " reciprocidad " es la base de los vínculos socioeconómicos de los cacicazgos en gran parte de la América precolombina : en los Andes,en el " zona intermedia " que se extiende desde los Andes colombianos hasta el Caribe,en Mesoamérica,y en América del Norte, donde se practica la ceremonia del Potlach.La costumbre de la reciprocidad es observable en todo el mundo,y otros ejemplos importantes se encuentran especialmente en Oceanía.
En antropología, el término "jefatura" designa una sociedad no igualitaria de cazadores-horticultores, basada en reglas de reciprocidad (obligación de dar, devolver y recibir), y compuesta por varios linajes jerárquicos, a la cabeza de los cuales hay un líder. En los Andes, el sistema de reciprocidad y redistribución fue probablemente establecido por el Estado Huari, entre 500 y 800, que basó el sistema en la explotación de varias ecorregiones andinas verticales por parte de comunidades locales para limitar la actividad de las redes comerciales y los mercados. Este sistema de explotación de diversas ecorregiones para acceder a recursos y evitar desastres climáticos se denomina "discontinuidad territorial" o "archipiélago vertical".Mientras que los bienes de primera necesidad circulaban sólo a través del tributo, los comerciantes, particularmente marítimos, continuaban el tráfico de productos de lujo destinados a jefes y sacerdotes.Este modelo de reciprocidad representa una red de intercambio económico y relaciones comerciales, lo que contradice a los teóricos socialistas anteriores según quienes el Imperio Incaico no tenía un sistema de intercambio de bienes y servicios. Todas las instituciones se basan en relaciones de reciprocidad, la idea de que "cada servicio […] prestado exige una devolución". Al donar algo, un individuo "demuestra su capacidad económica y moral para desprenderse de sus posesiones", y el acto es respetado como un signo de altruismo. Según las reglas de la cortesía, quien da presenta su petición como una búsqueda, pero es una orden.Recibir crea una relación de confianza y obliga implícitamente al destinatario a brindar un servicio similar. En determinadas circunstancias, se practica la "reciprocidad asimétrica", en particular entre personas de diferente rango, en la que un individuo presta un servicio para recibir a cambio un servicio diferente del original. Debido a esta desigualdad, algunos etnólogos modernos describen el fenómeno antropológico como "intercambio" en lugar de "reciprocidad". El antropólogo y sociólogo francés Marcel Mauss es una figura importante en el estudio de la reciprocidad en el continente americano,así como el antropólogo estadounidense John V. Murra quien acuñó el término "archipiélago vertica". Nathan Wachtel señala que una antigua forma de reciprocidad, practicada localmente, que cumplía funciones ideológicas para justificar nuevas relaciones sociales, fue reemplazada bajo los incas por una reciprocidad que sirvió para el crecimiento del aparato estatal incaico. El estado incaico se beneficia de los servicios de sus súbditos y redistribuye los excedentes acumulados. Según Nathan Wachtel en La vision des vaincus, la economía del Estado incaico se define como "la combinación de dos principios: el de reciprocidad y el de redistribución", teóricamente opuestos pero complementarios, porque "dos movimientos, centrípeto y centrífugo, definen la vida económica: Agrupacion de productos de los grupos al centro, luego difusión de productos del centro a los grupos".
Sin embargo, el Estado incaico no era la utopía imaginada por los europeos, pues la mayoría de los productos redistribuidos eran consumidos por el sistema de reciprocidad, por el cual el Estado tenía la obligación constante de renovar grandes "regalos" a los diversos señores étnicos, jefes militares, y las huacas. Para cumplir con estas obligaciones, se construyó un sistema de almacenes estatales. Según la etnohistoriadora peruana María Rostworowski, el Estado incaico dependía de grandes cantidades de bienes acumulados, y sin éstos, no sería capaz de atender ni las necesidades administrativas ni la constante demanda de "regalos" que exigía la institución de la reciprocidad.

## Sistema redistributivo
El fundamento de la organización sociopolítica andina precolombina es el aillu, un grupo de linajes unidos por lazos de parentesco reales o míticos, y separados en un linaje masculino y otro femenino. El gobernante de un aillu es el curaca, o jefe, llamado kamachikuq, y que forma parte de la clase de la gente común (" Hatunruna ").
Cada ayllu tiene una marka o aldea. El archipiélago vertical, adoptado por el curacazgo lupaca, también es utilizado por los emperadores incas. Dependiendo de su posición geográfica, cada aillu se especializa en la explotación de determinadas ecorregiones andinas. Los aillus agrícolas están ubicados cerca de tierras fértiles y cultivan cultivos adaptados al tipo de suelo. Los productos son recuperados por el aparato estatal, que los redistribuye a otras regiones del imperio donde faltan recursos. Los excedentes se guardan en depósitos cerca de los centros urbanos, a lo largo de las carreteras andinas. Otros ayllu se especializan en alfarería, vestimenta o joyería. ; Las habilidades se transmiten de generación en generación dentro de un mismo aillu.
Según Valensi, citado por María Rostworowski, la redistribución se produce en sociedades que funcionan en torno a un centro político, que recoge bienes, los almacena y los redistribuye para recompensar a sus súbditos. La reciprocidad, que interviene en la producción, en los servicios laborales y en la distribución periódica de las tierras, así como en la repartición de los bienes producidos, en la práctica de la donación, puede combinarse con la redistribución, ya que la reciprocidad es el modelo horizontal y la redistribución el vertical de las relaciones entre los pueblos locales y la autoridad central.

### Estructuras sociopoliticás
Las estructuras socioterritoriales son andamiajes de curacazgos, organizados de manera piramidal y segmentaria, según las relaciones interpersonales (individualizadas e institucionalizadas) y la posesión de la tierra (de propiedad colectiva).
Los aillus están federados en curacazgos (también llamados llactas o huarangas), gobernados por curacas (jefes) llamados Apu kurakas, y los pequeños curacazgos se organizan en grandes curacazgos, gobernados por apu kurakas llamados Hatun kurakas. Bajo el poder incaico, los grandes curacazgos, adoptando sistemas de redistribución e intercambio recíproco, intercambiaron la generosidad, a menudo en forma de festivales, del emperador inca por su trabajo, su lealtad y una reducción significativa de su soberanía. Los grandes curacazgos representan el nivel más alto de integración logrado en los Andes prehispánicos, mientras que el Imperio Incaico nunca introdujo la integración a escala imperial, sino que gobernó sobre la base de jerarquías locales. La expansión incaica, probablemente causada en parte por la adquisición del botín de guerra de los chancas después de la guerra chanca-inca, que dio una ventaja económica inicial a la jefatura inca,añadió una nueva esfera al sistema de redistribución establecido en los Andes, con el gobernante inca ahora intercambiando los bienes recién adquiridos por el trabajo y la lealtad de los gobernantes vecinos, multiplicando así las relaciones recíprocas y dominando lentamente el sistema socioeconómico local.

## Posesión de la tierra
Los individuos como representantes del aillu tenían la libertad de usar la propiedad. Como representante del aillu, el curaca; era un funcionario del Tahuantinsuyo que se desempeñaba como una especie de magistrado, aproximadamente cuatro rangos por debajo del Sapa Inca; redistribuía la propiedad entre los miembros en función de la escala de sus comunidades. Las medidas de la tierra se calculaban en topos, una unidad de medida, y diferían según su condición agrícola. Un matrimonio recibirá un topo y medio, siendo un topo por cada hijo varón y medio topo por cada hija. Cada topo adicional se quitaba y se enviaba a la nueva familia cuando el hijo o la hija formaban su propia familia. La propiedad era trabajada por cada familia, pero no era dueña de ella; la Estado incaico era el dueño legítimo. La chacra se utilizaba para abastecer a la familia de alimentos de subsistencia.

## Trabajo colectivo
Durante el Incario se realizaba un censo de rutina de la población masculina para determinar si era necesaria la conscripción laboral. La gente, incluidos los adolescentes, se vieron obligadas a trabajar en diferentes capacidades laborales de forma rotativa, ya fuera en la ganadería, la construcción o en el hogar. El gobierno recibía dos tercios de las cosechas de un agricultor (más de 20 variedades de maíz y 240 variedades de papas). El estado Inca recibía los ingresos de tal trabajo. La nación, por otro lado, les proporcionaba vivienda, comida y vestido a cambio del trabajo. La asignación gratuita de chicha ceremonial era uno de los incentivos especiales. La burocracia incaica usaba un espacio abierto específico en el centro de la ciudad como lugar de reunión social para que la gente celebrara y bebiera chicha.
El trabajo colectivo puede estructurarse de tres formas: La primera era el ayni, que se utilizaba para ayudar a un miembro de la sociedad en necesidad. El ayni podía realizarse ayudando en la construcción de una casa o ayudando a un miembro discapacitado de la sociedad. El segundo era la minka, o esfuerzo colectivo por el bien de toda la nación. La construcción de andenes  y el lavado de canales de riego son dos ejemplos de la minka. La mita, o el trabajo obligatorio para el Inca, era el tercero. Los trabajadores de la mita eran guerreros, pescadores, chasquis, constructores de caminos y todo lo que se requería. Se esperaba que cada participante del aillu cumpliera un servicio rotativo y temporal. Construyeron templos y palacios, canales de riego, terrazas agrícolas, carreteras, puentes y túneles, todo sin el uso de la rueda. Esta estructura era un sistema de reciprocidad que estaba bien equilibrado. El gobierno tendrá a cambio comida, ropa y medicinas. Este esquema requería que el Imperio incaico tuviera a mano todos los productos necesarios para redistribuirlos según las necesidades y los intereses locales.

## Quipus

Ejemplar bien conservado de un quipu del Imperio incaico que se encuentra actualmente en exhibición en el Museo Larco.

A pesar de la falta de un lenguaje escrito, los incas inventaron un sistema de registro basado en cuerdas anudadas conocido como «quipu». Para describir el sistema decimal, estas estructuras de nudos utilizaron arreglos de nudos complejos y partes codificadas por colores. Estos cordones se usaban para realizar un seguimiento de sus bienes almacenados, la mano de obra disponible y cosas valiosas como el maíz, que se usaba para elaborar chicha. El quipu estaba en control de cada parte económica del gran imperio. Los quipucamayoc eran los encargados de llevar la documentación del quipu. Hay 1500 cuerdas en el quipu más grande. La Ciudad Sagrada de Caral cuenta con el quipu más antiguo, que data aproximadamente del 2500 a. C.

## Medios de cambio bajo el Imperio incaico
La acuñación no se utiliza en la mayoría de los territorios incaicos, sin embargo, se documentan monedas en la costa norte y central de los Andes.A falta de dinero, el trabajo de una persona es "recompensado con la garantía de asistencia mutua futura y posición social", que se acerca más al desempeño laboral que a "impuestos". Sin embargo, el imperio Incaico no puede ser "totalmente ajeno a los sistemas de cambio privados", y "se desarrolló el mercado andino prehispánico, del cual el Estado habría sido garante". Para parte de la comunidad científica, sin embargo, el término "mercado" no está adaptado a la economía inca y tiene un significado diferente al que tiene en el ámbito cultural occidental.

## Sistema de comercio en el Imperio incaico
Un pedazo de tierra podía ser controlado por cada familia aparentemente numerosa. Para arar, sembrar semillas y luego cosechar los cultivos, cada uno requería trabajo adicional de los miembros de la familia. Se utilizó un método similar conocido como «minka» para el trabajo cooperativo a mayor escala, como la construcción de viviendas u otra infraestructura. Los participantes eran compensados en especie. Este sistema todavía está en uso en algunas comunidades quechuas en los Andes. El principio de creencia metafísica que sustentaba el «ayllu» y la «minka» era conocido como «ayni», una antigua idea andina de mutualismo y reciprocidad. Debido a que todos y cada uno en la sociedad se consideraban interconectados, cada miembro participaba voluntariamente con su trabajo y producción. Esperando a recibir algo a cambio más adelante. En un mundo sin monedas monetarias, la idea del «ayni» puede aplicarse a todas las transferencias mutuas de energía y mercancías entre las personas y la naturaleza. Además, el gobierno central inca instituyó la gestión de la oferta y una estructura de impuestos. Como gravamen, cada poblador estaba obligado a dar a los gobernantes incas un tiempo de trabajo y una parte de sus cultivos. Como resultado, el gobierno tomó los cultivos excedentes y los distribuyó a los pueblos que necesitaban alimentos desesperadamente.
En ausencia de moneda, el comercio exterior era raro y excepcional. Las "mindalae" de la costa ecuatoriana eran corporaciones mercantiles encargadas del comercio. Otra excepción fue el cacicazgo de Chincha, en la costa central peruana, donde se había desarrollado una clase social de comerciantes. El comercio a larga distancia se produjo puntualmente con Polinesia y el oeste de México.Además, existía en el Cuzco una feria comercial, llamada catu, que se realizaba anualmente.

## Sistema de infraestructura del Imperio incaico

Sistema vial incaico

Los incas fueron maestros constructores, construyendo una red muy compleja de caminos y puentes de cualquier civilización antigua, conocida como Qhapaq Ñan. La capacidad de tocar y monitorear cualquier rincón de sus territorios contribuyó a la prosperidad del imperio. Los ingenieros incas mejoraron las carreteras de culturas anteriores, como las construidas por las culturas Chimú, Wari y Tiahuanuaco, entre otros. En uno de los terrenos más difíciles del mundo, los incas construyeron más de 30 000 kilómetros de caminos pavimentados. Desde 1994, designado como Patrimonio de la Humanidad por la UNESCO, han conservado estos caminos y todas las estructuras incas y preincas a lo largo de ellos. Había dos caminos principales que corrían de norte a sur, uno a lo largo de la costa y otro a lo largo de los Andes. Una red más pequeña de caminos unía los dos caminos. Construyeron una carretera de 4830 km a lo largo de la costa que unía el golfo de Guayaquil en Ecuador con el río Maule en Chile en el sur. El Qhapaq Ñan, construido en el Altiplano, corría a lo largo de la Cordillera de los Andes. Comienza en Quito, Ecuador, y terminó cerca de Tucumán, Argentina, luego de pasar por Cajamarca y Cuzco. Esta red de caminos tenía más de 5630 km de largo, superando con creces la longitud del camino romano más largo. Como los incas no tenían caballos ni conocían la rueda durante gran parte de su historia, la mayoría de los viajes se hacían a pie, con llamas transportando mercancías de una parte del imperio a la otra. Los chasquis utilizaban los caminos para transportar mensajes por todo el imperio. Los incas idearon estrategias para navegar por el terreno accidentado de los Andes. Varios caminos pasaban a través de altas montañas. Diseñaron escalones de piedra que parecían enormes tramos de escaleras en pendientes empinadas. Se construyeron muros bajos en las regiones desérticas para evitar que la arena se desplazara por el camino.

## Construcción de puentes

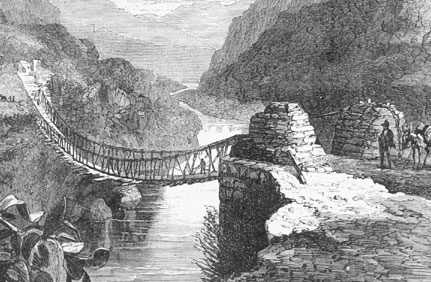
Un ejemplo de puente inca

Se construyeron puentes por todo el Imperio incaico, conectando caminos que cruzaban ríos y cañones profundos en uno de los terrenos más desafiantes del mundo. La estructura y economía del Imperio incaico requerían la construcción de estos puentes. Las fibras naturales fueron utilizadas por los incas para construir impresionantes puentes colgantes o puentes de cuerda. Estas fibras se unieron para formar una cuerda tan larga como la longitud deseada del puente. Trenzaron tres de estas cuerdas juntas para hacer una cuerda más fuerte y más larga; seguirían trenzando las cuerdas hasta alcanzar la distancia, el peso y la potencia requeridos. Luego, los cables se unieron con ramas de árboles y se aplicó madera al piso para crear un piso de cables que tenía al menos de un metro a metro y medio de altura. Luego, el piso de cable completo se conectó a pilares a ambos lados que sostenían los extremos. Las cuerdas que actuaban como pasamanos a menudo se fijaban en todos los lados del puente. Cerca del pueblo de Huarochiri, se encuentra el único puente colgante inca que queda.

## Comunicación en el Imperio incaico

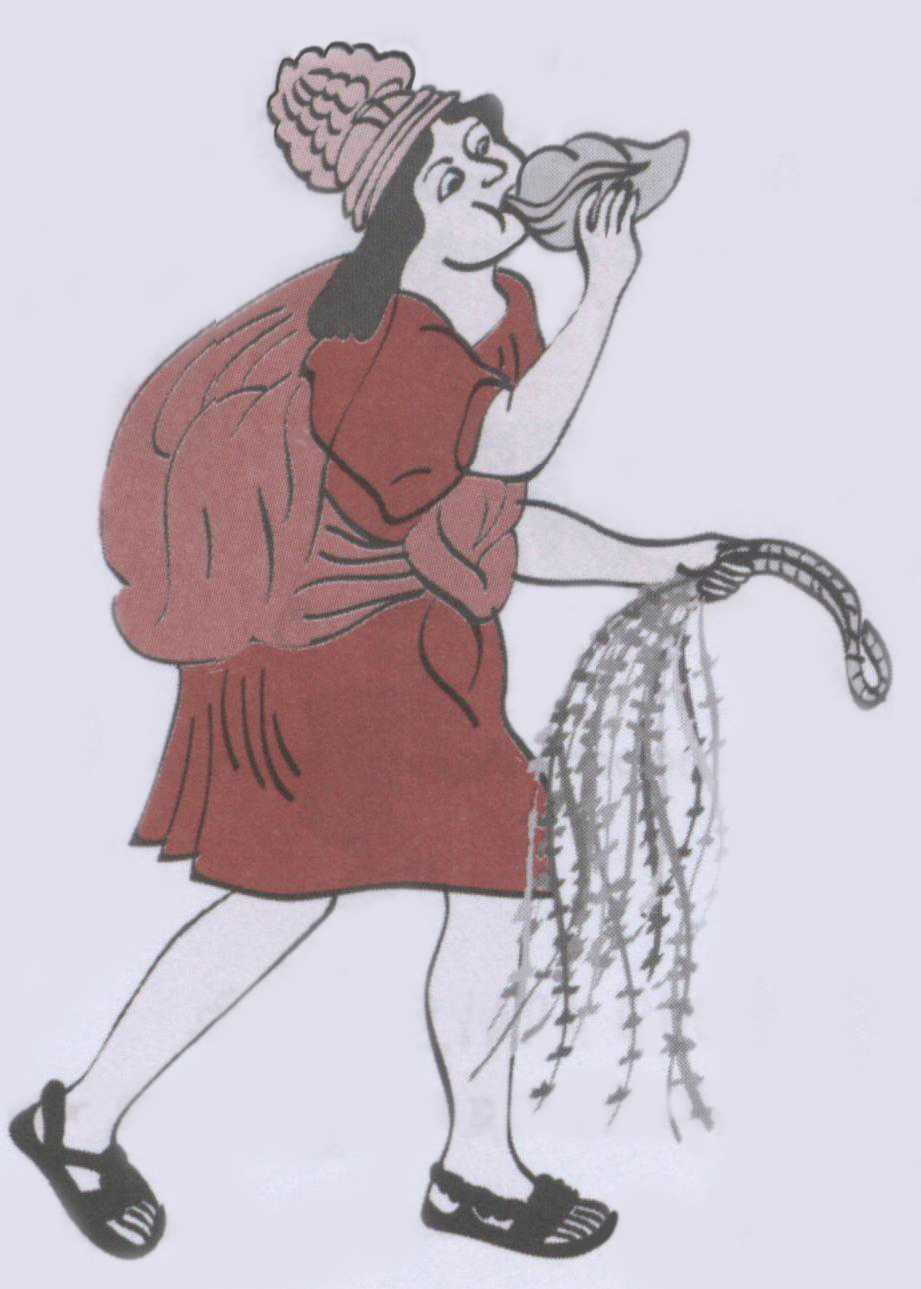
Un chasqui con un quipu en la mano.

Dado que el Imperio incaico gobernaba un área tan grande, necesitaban una forma de interactuar con todos en ella. Desarrollaron una red de mensajeros para entregar mensajes críticos. Los chasquis, o mensajeros, eran seleccionados entre los mejores y más aptos jóvenes varones. Transmitían señales a largas distancias todos los días. Se alojaban en comunidades de cuatro o seis en los tambos a lo largo de los caminos. Cuando un chasqui era visto, otro se lanzaba a alcanzarlo. Corría junto al mensajero que llegaba, intentando escuchar y memorizar el mensaje mientras seguía transmitiendo el quipu si tenía uno. El chasqui exhausto se retiraba al tambo para descansar, mientras que el otro corría a la siguiente parada de relevos. Los mensajes podrían recorrer más de 400 km por día de esta manera. Se transmitía una alerta inmediata a través de una cadena de hogueras en caso de ataque o revuelta. Cuando los chasquis vieron el humo, encendían una fogata que se podía ver desde la cabaña o tambo contiguo. Antes de que se entendiera la fuente del fuego, el Inca enviaría a su ejército a la hoguera, donde normalmente encontraría un mensajero y escucharía de él la esencia de la emergencia. Algunos tambos, o sitios de relevo, eran más elaborados que otros, según los hallazgos arqueológicos. Se usaban con mayor frecuencia como una parada de descanso para los funcionarios o el Inca mientras viajaban por el imperio.